# Bierry-les-Belles-Fontaines
Bierry-les-Belles-Fontaines és un municipi francès, situat al departament del Yonne i a la regió de Borgonya - Franc Comtat. L'any 2007 tenia 219 habitants.

## Demografia

### Població
El 2007 la població de fet de Bierry-les-Belles-Fontaines era de 219 persones. Hi havia 98 famílies, de les quals 30 eren unipersonals (9 homes vivint sols i 21 dones vivint soles), 43 parelles sense fills, 21 parelles amb fills i 4 famílies monoparentals amb fills.
La població ha evolucionat segons el següent gràfic:
Habitants censats

### Habitatges
El 2007 hi havia 175 habitatges, 102 eren l'habitatge principal de la família, 49 eren segones residències i 25 estaven desocupats. Tots els 174 habitatges eren cases. Dels 102 habitatges principals, 81 estaven ocupats pels seus propietaris, 12 estaven llogats i ocupats pels llogaters i 9 estaven cedits a títol gratuït; 1 tenia una cambra, 9 en tenien dues, 17 en tenien tres, 24 en tenien quatre i 51 en tenien cinc o més. 65 habitatges disposaven pel capbaix d'una plaça de pàrquing. A 51 habitatges hi havia un automòbil i a 35 n'hi havia dos o més.

### Piràmide de població
La piràmide de població per edats i sexe el 2009 era:
| Homes | Edats   | Dones |
| ----- | ------- | ----- |
| 0     | 95 o +  | 0     |
| 0     | 90 a 94 | 0     |
| 0     | 85 a 89 | 8     |
| 4     | 80 a 84 | 4     |
| 12    | 75 a 79 | 0     |
| 8     | 70 a 74 | 8     |
| 4     | 65 a 69 | 4     |
| 12    | 60 a 64 | 12    |
| 4     | 55 a 59 | 4     |
| 4     | 50 a 54 | 4     |
| 12    | 45 a 49 | 4     |
| 12    | 40 a 44 | 8     |
| 4     | 35 a 39 | 8     |
| 16    | 30 a 34 | 8     |
| 0     | 25 a 29 | 8     |
| 0     | 20 a 24 | 4     |
| 12    | 15 a 19 | 8     |
| 4     | 10 a 14 | 16    |
| 16    | 5 a 9   | 4     |
| 4     | 0 a 4   | 8     |

## Economia
El 2007 la població en edat de treballar era de 113 persones, 80 eren actives i 33 eren inactives. De les 80 persones actives 76 estaven ocupades (47 homes i 29 dones) i 4 estaven aturades (1 home i 3 dones). De les 33 persones inactives 13 estaven jubilades, 9 estaven estudiant i 11 estaven classificades com a «altres inactius».

### Ingressos
El 2009 a Bierry-les-Belles-Fontaines hi havia 97 unitats fiscals que integraven 212 persones, la mediana anual d'ingressos fiscals per persona era de 15.168 €.

### Activitats econòmiques
Dels 11 establiments que hi havia el 2007, 1 era d'una empresa extractiva, 2 d'empreses de construcció, 1 d'una empresa de comerç i reparació d'automòbils, 1 d'una empresa de transport, 1 d'una empresa d'informació i comunicació, 1 d'una empresa immobiliària, 2 d'empreses de serveis i 2 d'empreses classificades com a «altres activitats de serveis».
Dels 3 establiments de servei als particulars que hi havia el 2009, 2 eren electricistes i 1 perruqueria.
L'any 2000 a Bierry-les-Belles-Fontaines hi havia 9 explotacions agrícoles.

## Equipaments sanitaris i escolars
El 2009 hi havia una escola elemental.

## Poblacions més properes
El següent diagrama mostra les poblacions més properes.